# Kröntenhütte
Die Kröntenhütte ist eine Berghütte der Sektion Gotthard des Schweizer Alpen-Clubs (SAC). Sie ist üblicherweise von Mitte Juni bis Mitte Oktober bewartet und steht auf 1903 m ü. M. zuhinterst im Erstfeldertal. Sie steht auf Gneis, der vom Gletscher abgeschliffen wurde, umrahmt von Legföhren. Sie hat in der Nähe verschiedene Klettergärten mit unterschiedlichen Schwierigkeitsgraden.

## Zugänge
Die Kröntenhütte kann über verschiedene Wege erreicht werden. Es gibt drei wesentliche Zugänge. Alle führen von Erstfeld (472 m ü. M.) auf den Bodenberg (1001 m ü. M.) (SAC-Wanderskala T1), wo sie sich aufteilen:
- Bodenberg – Hasenrüteli – Unter Geisspfad – Hütte (rund 2½ Stunden / Wanderskala T3)
- Bodenberg – Chüeplangg – Fulensee – Hütte (rund 3½ Stunden / Wanderskala T3)
- Bodenberg – Ellbogen – Pläueggen (rund 3½ Stunden / Wanderskala T3)

## Geschichte
Der Bau der Hütte steht stark im Zusammenhang mit der 1881 gegründeten Sektion Gotthard. In der Anfangszeit zählte die Sektion vornehmlich Akademiker, Militärs und hohe Beamte zu ihren Mitgliedern. Rund neun Jahre später entschied sich die Sektion, eine Hütte zu bauen, und beschloss die Finanzierung des Baus, der noch im gleichen Jahr (1890) fertiggestellt wurde. Die Einweihung fand am 18. Mai 1890 statt. Die Baukosten betrugen damals ungefähr 3'000 CHF.
Die kleine Hütte wurde immer erfolgreicher, so dass sie in den Jahren 1904 auf 28 und 1912 auf 70 Plätze erweitert wurde. Im Winter 1919/20 wurde die Kröntenhütte durch einen Wechtenabbruch schwer beschädigt. Die nordwestliche Ecke wurde förmlich weggeschlagen und der obere Teil des Gebäudes nach vorne geschoben. Im Frühjahr wurde sie provisorisch in Stand gesetzt. Man plante eine neue Hütte etwas weiter nordöstlich des alten Standplatzes. Sie wurde 1921 eingeweiht. In den 1930er Jahren erfolgte ein Ausbau auf 60 Plätze, der am 1. September 1940 seiner Bestimmung übergeben werden konnte. Seitdem wurde die Hütte immer wieder ausgebaut. Sie verfügt heute über ein modernes Klärsystem, hat ein eigenes Wasserkraftwerk und andere Annehmlichkeiten.
Die Sektion Gotthard hat auf der Generalversammlung vom 30. Januar 2010 den weiteren Ausbau der Hütte beschlossen. Der Umbau ist mit 1.4 Mio. CHF geplant.
In den Jahren 2014/15 konnte eine umfassende Strukturverbesserung durchgeführt werden. Bis auf das Untergeschoss mit Sanitärräumen und Haustechnik sowie das alte Bruchsteinmauerwerk von 1920/39 wurde das Gebäude komplett abgebrochen. Auf der Nordostseite wurde die Hütte über den Anbau von 1987 hinaus bei gleichbleibender Firsthöhe noch einmal um 2,80 m über die ganze Länge verbreitert.
Untergebracht sind nun 11 Gästezimmer (zuvor 7) mit 5 bis 10 Schlafplätzen, zwei Hüttenstuben mit insgesamt 80 Sitzplätzen, eine neue, moderne Küche mit Vorratsräumen und Kühlzelle, eine Hüttenwartwohnung mit Dusche und WC, ein Treppenhaus nach Brandschutzrichtlinien sowie Windfang, Schuh- und Trocknungsräume.